# Amphinemura trassaerti
Amphinemura trassaerti är en bäcksländeart som beskrevs av Wu, C.F. 1938. Amphinemura trassaerti ingår i släktet Amphinemura och familjen kryssbäcksländor. Inga underarter finns listade i Catalogue of Life.